# Otto Bauer
Otto Bauer (* 5. September 1881 in Wien; † 5. Juli 1938 in Paris) war ein österreichischer Politiker. Er gilt als führender Theoretiker der österreichischen Sozialdemokratie und Begründer des Austromarxismus. Bauer war von 1918 bis 1934 stellvertretender Parteivorsitzender der Sozialdemokratischen Arbeiterpartei (SDAP) und in den Jahren 1918 und 1919 Außenminister der Republik Deutschösterreich.

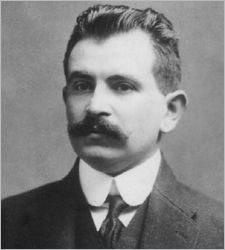
Otto Bauer um 1905

## Leben

### Jugend

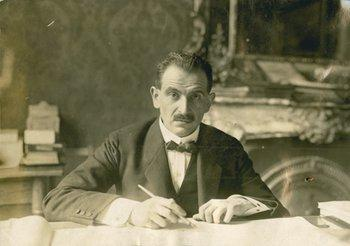
Bauer, 1919

Otto Bauer war der Sohn des wohlhabenden jüdischen Textilfabrikanten Philipp (Filipp) Bauer, der sich zum Liberalismus bekannte, und der Katharina (Käthe) Bauer, geb. Gerber. Er absolvierte die Volksschule und das Gymnasium in Wien, Meran und Reichenberg. Bauer studierte an der Universität Wien Rechtswissenschaften und promovierte 1906. Seine Kommilitonen in den Seminaren von Eugen Böhm von Bawerk, Eugen von Philippovich und Friedrich von Wieser waren der knapp ein Jahr jüngere Emil Lederer sowie Ludwig von Mises, Otto Neurath und Joseph Schumpeter. Bauer sprach Tschechisch, Englisch und Französisch und nach seiner Kriegsgefangenschaft auch Russisch.
Otto Bauer betätigte sich ab 1900 politisch in der SDAP und wurde Mitglied der Freien Vereinigung Sozialistischer Studenten. Er rückte 1902 als Einjährig-Freiwilliger beim 3. Regiment der Tiroler Kaiserjäger ein, beendete seinen aktiven Militärdienst nach der Absolvierung der Reserveoffiziersprüfung und wurde als Reservist zum Infanterieregiment Friedrich VIII. König von Dänemark, Nr. 75 versetzt. Seine politischen Interessen spiegelten sich auch in seinen Studien wider, die er nach 1903 begann. Neben Rechtswissenschaften, Geschichte, Sprachen und Philosophie inskribierte er auch Nationalökonomie und Soziologie.
Als Student lernte er die etwas älteren Parteifreunde Max Adler, Rudolf Hilferding und Karl Renner kennen; mit ihnen gründete er den Verein „Zukunft“ als Schule für Wiener Arbeiter, die Keimzelle des Austromarxismus. Aufmerksam wurde man auf ihn, als er 1907, erst 26 Jahre alt, das 600 Seiten starke Werk Nationalitätenfrage und Sozialdemokratie vorlegte. Er wollte dieses Problem – anders als Karl Renner – mit dem Prinzip der Kulturautonomie einer konstruktiven Lösung zuführen.

### Der Weg an die Parteispitze (1907–1918)
Parlamentarische Arbeit
Mit der Reichsratswahl 1907 wurde das Abgeordnetenhaus des Reichsrats zum ersten Mal nach dem allgemeinen und gleichen Männerwahlrecht gewählt. Die SDAP, 1897 mit 14 Mandataren zum ersten Mal im Parlament vertreten, errang 87 Mandate und bildete damit die zweitstärkste Fraktion. Otto Bauer wurde auf Wunsch von Parteichef Victor Adler Sekretär des Klubs sozialdemokratischer Abgeordneter im Reichsrat.

#### Parteiarbeit
Außerdem war der Schreib- und Redegewandte 1907 Mitgründer und bis 1914 Redaktionsleiter der sozialdemokratischen Monatsschrift Der Kampf, deren Mitherausgeber er bis 1934 blieb. Von 1912 bis 1914 fungierte Bauer weiters als Redaktionsmitglied der Arbeiter-Zeitung, des Zentralorgans der Partei. Dies war der Anfang einer fruchtbaren Karriere als Publizist, während der Bauer u. a. an die 4000 Zeitungsartikel verfasste.
Bauer bewährte sich in der von Victor Adler vor dem Ersten Weltkrieg „staatstragend“ geführten österreichischen Sozialdemokratie als eindrucksvoller Redner und überzeugender Diskutant. Friedrich Heer sprach von einer Vermählung von deutschem und jüdischem Pathos.
In diese Zeit fielen auch private Weichenstellungen. Er verliebte sich in die um zehn Jahre ältere, verheiratete Akademikerin und Publizistin Helene Landau. Im Jahr 1920 heirateten beide im Wiener Stadttempel; eine standesamtliche Eheschließung war damals rechtlich nicht möglich.

#### Kriegsdienst und Gefangenschaft
Im August 1914 wurde Bauer als Reserveleutnant der Infanterie eingezogen. Er nahm als Zugskommandant bei den schweren Gefechten bei Grodek teil, rettete seine Kompanie beim Gefecht von Szysaki vor der Vernichtung, wofür er das Militärverdienstkreuz 3. Klasse bekam, und geriet am 23. November 1914 bei einem von ihm befohlenen „schneidigen“ Angriff in russische Kriegsgefangenschaft. Wie er Karl Seitz aus der Gefangenschaft schrieb, arbeitete er an einem umfassenden theoretischen Werk. Seitz ließ ihm über Freunde in Stockholm Geld zukommen. In seiner Gefangenschaft in Sibirien konnte Bauer infolge der Privilegien als Offizier russische, englische und französische Zeitungen lesen beziehungsweise musste nicht körperlich arbeiten.
Auf Intervention der SDAP konnte Bauer im September 1917 als „Austauschinvalide“ nach Wien zurückkehren. Seine Kontakte mit Funktionären der Menschewiki hatten ihn in Russland zum überzeugten Anhänger des „marxistischen Zentrums“ gemacht. In Österreich zählte man mit diesen Ansichten zum linken (marxistischen) Flügel der Partei. Im Februar 1918 wurde Bauer zum Oberleutnant der Reserve ernannt, wobei er im März 1918 für seine Tätigkeit in der „Arbeiterzeitung“ vom aktiven Militärdienst beurlaubt wurde. Formell war er bis zum 31. Oktober 1918 im Heeresdienst.

#### Die Linken in der Sozialdemokratie
Diese Linken hatten beim Parteitag 1917 wegen der Not der hungernden Zivilbevölkerung an Gewicht gewonnen. Auch das im Herbst 1916 erfolgte tödliche Attentat von Friedrich Adler auf den unpopulären k.k. Ministerpräsidenten Stürgkh beflügelte die Gegner der Burgfriedenspolitik. Die Partei begab sich in zunehmende Distanz zum Kriegskurs der Regierung. Durch die russische Oktoberrevolution stieg die Bedeutung des linken Flügels erneut, da man ihm nun auch die Aufgabe zumaß, die Abwanderung der österreichischen Arbeiter zu den Bolschewiki zu verhindern.
Es war daher naheliegend, dass man nach Victor Adlers Ableben am 11. November 1918 den jungen, dynamischen Führer der Linken, den 37-jährigen Otto Bauer, ins Führungsgremium der Partei holte, wo er bald den Vorsitzenden der Partei, Karl Seitz, überstrahlte. Als Gegengewicht erhielt der Führer des rechten Flügels, Karl Renner, am 30. Oktober 1918 die Funktion des Staatskanzlers in der ersten Regierung des neuen Staates Deutschösterreich, der sich am 12. November 1918 zur Republik und zum Teil der deutschen Republik erklärte.

### Bauer und der Austromarxismus (1918–1934)

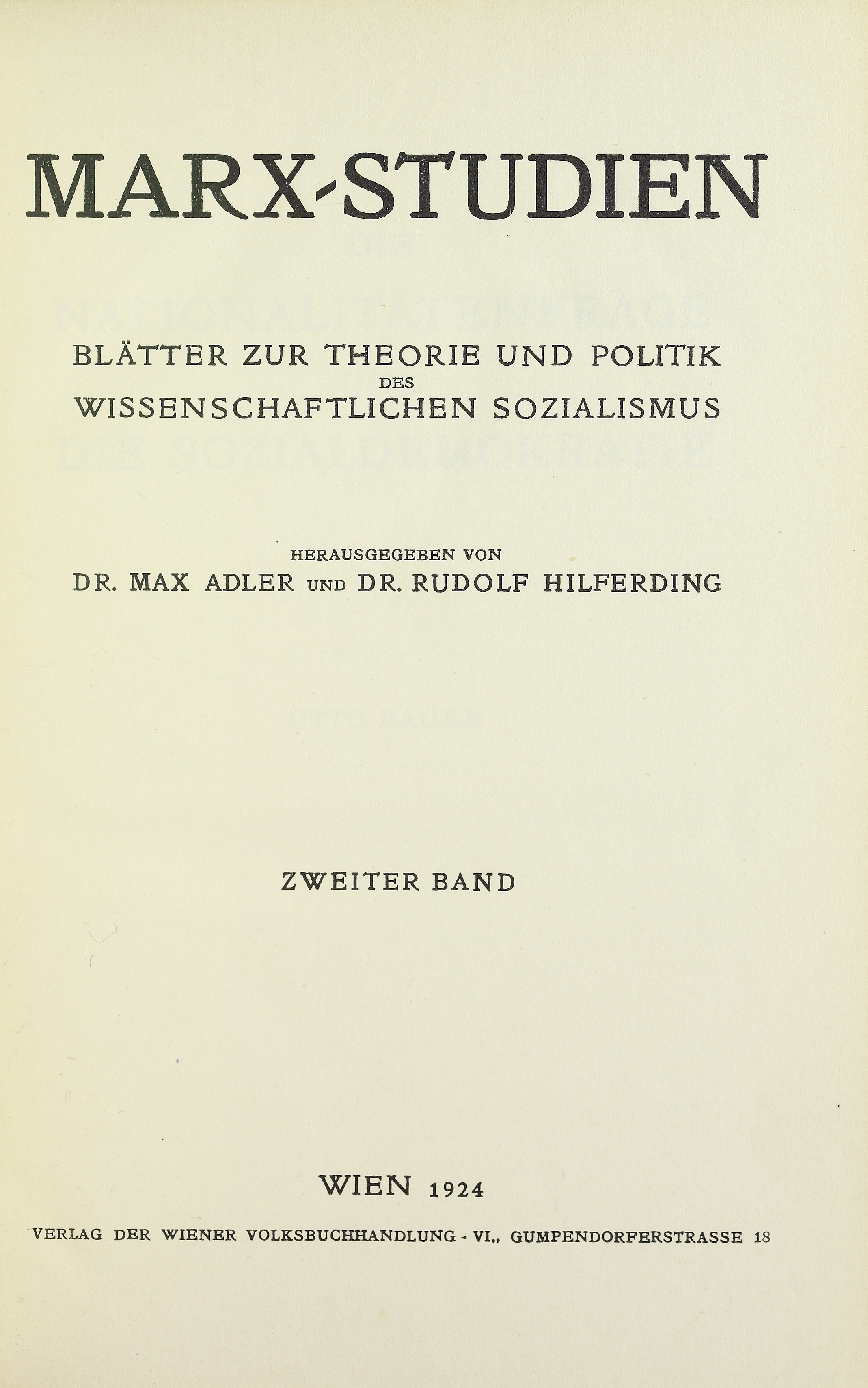
Nationalitätenfrage und die Sozialdemokratie, 1924

#### Außenminister
Bauers Karriere begann vielversprechend. Er wurde von der Partei als Nachfolger des ersten Ministers im Außenamt Viktor Adler am 12. November 1918 zum Staatssekretär des Äußern (Außenminister) Deutschösterreichs vorgeschlagen und dann vom Staatsrat dazu berufen. Bei den Wahlen zur Konstituierenden Nationalversammlung am 16. Februar 1919 erzielte die SDAP die relative Mehrheit und ging eine Koalition mit den Christlichsozialen ein, die – anders als die SDAP – nur langsam wieder politisch Tritt fassen konnte.
Bauer gilt als wichtigster Verhandler auf österreichischer Seite bei den Österreichisch-deutschen Konsultationen 1919; sein deutsches Pendant war Außenminister Ulrich von Brockdorff-Rantzau. Die Gespräche erbrachten kein greifbares Ergebnis.
Bauer wurde von der Nationalversammlung am 15. März 1919 zum Leiter des Außenamtes der Staatsregierung Renner II gewählt. Gegen den Einfall der Südslawen in Südkärnten rief Otto Bauer, wie Kreisky berichtet, das damals noch demokratische Italien zu Hilfe. Da Bauers Anschlusspolitik wegen der Unmöglichkeit, sie bei den Kriegssiegern durchzusetzen, noch im Frühjahr 1919 als gescheitert zu betrachten war, trat er am 26. Juli 1919 aus der Regierung zurück; Staatskanzler Karl Renner übernahm die Außenamtsagenden selbst.
Bauer war (bis 1934) als Abgeordneter und von März bis Oktober 1919 mit Ignaz Seipel in der vom Parlament eingesetzten Sozialisierungskommission tätig; ihr wichtigstes Ergebnis war der Entwurf des von der Nationalversammlung am 15. Mai 1919 beschlossenen Betriebsrätegesetzes. Die Vergesellschaftung von Privatunternehmen versandete auf Grund der divergenten Auffassungen der Koalitionspartner bald.

#### Parteiarbeit
Gemeinsam mit den Führern der Arbeiter- und Soldatenräte, Friedrich Adler und Julius Deutsch, gelang es Bauer, die Arbeiterschaft auf Parteilinie zu halten und die beiden Putschversuche der Kommunisten (12. November 1918 und 14. Juni 1919) im Keim zu ersticken. Dieser Erfolg hing auch damit zusammen, dass im Zuge der zirka zwei Jahre andauernden Nachkriegskonjunktur der revolutionäre Elan der Arbeiterschaft stark nachgelassen hatte. Es war jener Zeitraum, während dessen man als Arbeiter ein hinreichendes Arbeitsangebot vorfand, einen angemessenen Lohn lukrieren konnte, kaum Mietzins zahlte und in Wien Anspruch auf die ersten Sozialleistungen der unter Jakob Reumann zum Roten Wien gewordenen Hauptstadt hatte.

#### Anschlussfrage

##### Sozialdemokratische Anschlussbewegung
Der Anschluss Deutschösterreichs einschließlich Deutschböhmens an die anfangs sozialdemokratisch geführte Weimarer Republik des Deutschen Reiches erschien von 1918 an vielen, vor allem städtischen Sozialdemokraten ein selbstverständliches Ziel. Wie andere Nationalitäten der untergegangenen Monarchie beanspruchte man das nationale Selbstbestimmungsrecht für die Deutschen in Österreich; außerdem erwarteten die Sozialdemokraten die sozialistische Revolution in Deutschland. Der denkmächtigste Apostel dieses Deutschland-Glaubens ist Otto Bauer.
Beim Parteitag am 31. Oktober und 1. November 1918 erklärte Bauer, vom nationalen Standpunkt als Deutsche und vom internationalen Standpunkt als Sozialdemokraten müsse man den Anschluss an Deutschland verlangen. Die Provisorische Nationalversammlung beschloss am 12. November 1918 auch den Anschluss an Deutschland. Am 25. Dezember 1918 richtete Bauer eine Verbalnote an die Siegermächte, der Anschluss an Deutschland sei der einzige und richtige Weg.
Er führte vom 27. Februar bis zum 2. März 1919 vertrauliche Anschlussverhandlungen mit dem deutschen Außenminister Ulrich von Brockdorff-Rantzau, dessen Vertreter in Österreich aber intern vor dem bankrotten Kleinstaat warnten. Österreichische Anschlussgegner waren für Bauer, wie er im Parlament sagte, Hoch- und Landesverräter.
Mitte April ließ man Bauer über einen britischen Offizier in Wien den Rat zukommen, in den Friedensverhandlungen das Anschlussthema tunlichst zu vermeiden. Bauer informierte seine Regierungskollegen erst Wochen später darüber. Er nominierte als Delegationsleiter in St. Germain vorerst Franz Klein, der als vehementer Anschlussbefürworter bekannt war. Als sich die britischen Warnungen mit Verspätung herumsprachen, wurde die Delegationsleitung noch vor Beginn der Verhandlungen an Renner übertragen.
Am 7. Mai 1919 wurde der deutschen Delegation in Versailles von der Triple-Entente der Entwurf des Friedensvertrages übergeben, aus dem sich ergab, dass die Kriegssieger die Vereinigung von Österreich mit Deutschland nicht gestatteten. Dies bewog Bauer letztlich, als Staatssekretär für Äußeres zurückzutreten; am 26. Juli 1919 betraute die Konstituierende Nationalversammlung Staatskanzler Renner mit der Leitung des Staatsamtes für Äußeres. Bauer blieb Anschlussbefürworter bis 1933: … jeder Sozialdemokrat und jeder Arbeiter in Österreich war sich darüber klar, dass wir den Anschluss an die Deutsche Republik, nicht aber an das Zuchthaus Hitlers wollten.

##### Rezeption
Siebzig Jahre später beschäftigte sich die österreichische Sozialdemokratie zu ihrem 100-jährigen Bestehen, 1988, mit dem sonst in der Zweiten Republik von ihr meist vermiedenen Thema der Anschlusspolitik der Partei. In einem SPÖ-Dokument resümierten die Autoren über das sozialdemokratische Geschichtsbild und bezeichneten den angestrebten Anschluss an das Deutsche Reich um 1918/1919 als irreal und irrational, – ein Standpunkt, den die Partei in der Ersten Republik in dieser Eindeutigkeit allerdings bis 1933 nicht hatte.
1988 wurde die Haltung derjenigen Sozialdemokraten kritisiert bzw. deren Vision eines geistigen Deutschlands, als dessen Teil sie sich empfanden, als illusionäre Vorstellung eingestuft sowie, dass Bauers und anderer Linker Anschlussgedanken von Arbeiterschaft und Gewerkschaft nach Meinung der Autoren nicht geteilt wurden.
Heinisch betonte 1988 aber auch, dass die österreichische Sozialdemokratie trotz ihrer idealistischen Anschlussideen nicht die Wegbereiterin des nationalsozialistischen Anschlusses war. Sie war es, die am frühesten und am heftigsten vor der Gefahr des Faschismus warnte …

#### SDAP in Opposition
Im Jahr 1920 begann die vor allem auf Inflationsspekulationen beruhende Nachkriegskonjunktur abzuklingen. Neben den Werktätigen, die durch die Inflation ihre angemessenen Beamtengehälter, Ersparnisse und Anleihen verloren hatten, waren nun auch Rentner, Pensionisten und Altbauern, die auf Zins- und Pachteinnahmen angewiesen waren, an die Armutsgrenze geraten.
Die Unzufriedenheit dieser Gesellschaftsschichten und das wieder stärkere „Trittfassen“ der Konservativen schlugen sich im Wahlergebnis vom 17. Oktober 1920 nieder. Die SDAP verlor ihre relative Mehrheit, die Christlichsozialen lagen nun 6 Prozentpunkte voraus. Die SDAP verließ, da Bauer darauf bestand, die schwarz-rote Koalition; Heeresstaatssekretär Julius Deutsch musste daher die Kontrolle über das Bundesheer aufgeben (das 14 Jahre später an der Unterdrückung der Sozialdemokratie entscheidenden Anteil haben sollte). Die Sozialdemokraten sollten nun bis 1945 auf Bundesebene keine Regierungsfunktion mehr erreichen.
Dieser Schritt, dessen jahrzehntelang anhaltende Auswirkungen damals nicht abzusehen waren, wurde von Karl Renner, der sich im Parteivorstand dagegen ausgesprochen hatte, wie folgt kommentiert:

„Otto Bauer machte durch seine starre Haltung, durch das Gewicht seiner Persönlichkeit … der Sozialdemokratie den Eintritt in die Koalition, außer um den Preis einer Parteispaltung unmöglich … So war das Experiment glücklich gelungen, die Republik, die in erster Linie von der sozialdemokratischen Arbeiterschaft als demokratische Republik gegründet worden war, als reine „Bourgeoisrepublik“ zu deklarieren …“

Am 21. Oktober 1921 erklärte Bauer während einer Sitzung des Nationalrates:

„Ich halte jeden für einen armseligen Spießer, der das Wort Bolschewik als ein Schimpfwort oder wie ein Schimpfwort gebraucht. [...] Jeder denkende Zeitgenosse ringt mit den ungeheuren Problemen des Bolschewismus. Nur Spießern ist das Wort Bolschewik nicht mehr als ein Schimpfwort. [...] Wenn die Diktatur des russischen Bolschewismus gestürzt würde, dann würde die Menschheit für geraume Zeit den Glauben an die Möglichkeit einer anderen, einer höheren Gesellschaftsordnung als der des Kapitalismus verlieren; dann würde dadurch die Lebensdauer der kapitalistischen Barbarei verlängert.“

#### Linzer Programm 1926
1926 beschloss die SDAP ihr Linzer Programm, das die Handschrift Otto Bauers zeigte. Den großdeutschen Linzer Politiker Franz Langoth verstörten Plakate und Transparente wie Heraus mit der Diktatur des Proletariats; er berief sich auf Viktor Adler, der (nicht verifizierbar) Bauer als das talentierteste Unglück der Sozialdemokratischen Partei bezeichnet habe.
Bauers revolutionsaffine Rhetorik, die im Sinn des Marxismus den Übergang vom Kapitalismus zum Sozialismus als historische Notwendigkeit, somit als früher oder später unausweichlich, definierte, überlagerte die konkreten Forderungen der Partei so stark, dass die Gegner der SDAP mit Zitaten aus dem Programm vor dem Bolschewismus warnen konnten. Otto Bauer distanzierte sich von den Auswüchsen, aber nur zögernd von der Idee der Bolschewiki und bekannte sich zu seiner Hoffnung: „Wenn es [...] dem russischen Bolschewismus gelingen sollte, […] daß ein Volk Wohlstand erringen kann […], dann würde der Gedanke des Sozialismus in der ganzen Welt unwiderstehliche Werbekraft erlangen. Dann würde die letzte Stunde des Kapitalismus schlagen.“ Aber die politische Praxis der Sozialdemokratie (vor allem im Roten Wien, wo Parteichef Karl Seitz Bürgermeister war) war reformorientiert und demokratisch angelegt. Kreisky sprach von einem furchtbaren verbalen Fehler: [dem] Satz von der „Diktatur des Proletariats“, der der Partei wie ein Brandmal anhaftete. […] Es war eine gefährliche Formulierung, und sie stand im Gegensatz zu allem, was im Programm zu lesen war. Im linken Flügel und in der Studentenbewegung wurde aber noch bis zu Kreiskys Wahlerfolgen ab 1969 ein sozialistisches Kampflied gesungen, in dem es heißt: „Wir woll'n die volle Diktatur des Proletariats“ und bei Maiaufmärschen hörte man die Parole: „Demokratie, das ist nicht viel – Sozialismus ist das Ziel“. Andererseits betont Kreisky, habe dieser Verbalradikalismus sehr dazu beigetragen, die Spaltung der österreichischen Sozialdemokratie zu verhindern, wie auch eine Hauptthese von Norbert Leser lautete.

#### Ablehnung der Koalitionsangebote der Christlichsozialen

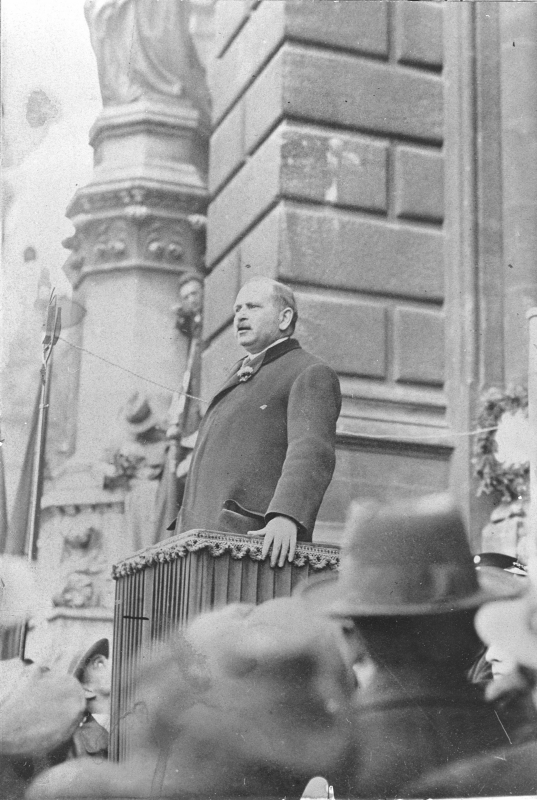
Bauer hält eine Rede vor dem Wiener Rathaus (um 1930)

Bauer lehnte mit Zustimmung von Seitz und Renner 1931 und 1932 Koalitionsangebote der Bundeskanzler Ignaz Seipel und Engelbert Dollfuß (CS) ab; ein bald als verhängnisvoll betrachteter Fehler; Kreisky: Meiner Meinung nach war das die letzte Chance zur Rettung der österreichischen Demokratie.
Adolf Schärf gab später an, Bauer und Seitz hätten ihn am 4. März 1933 mit dem Ratschlag zu Renner geschickt, zurückzutreten. Der Rücktritt aller drei Nationalratspräsidenten an diesem Tag ermöglichte Dollfuß zwei Tage später die Erklärung, der Nationalrat habe sich selbst ausgeschaltet; er verhinderte den Wiederzusammentritt. Obwohl es für diesen Fall in den Parteistatuten zwingend festgelegt war, kam es deswegen nicht zum Generalstreik.
Im Mai 1933 erklärte Bauer bei einer Parteiversammlung, die Gefahr Habsburg sei keineswegs geringer als die Gefahr Hitler.
Bauer ließ sich erst dann zum Handeln drängen, als sich die Einsatzpläne des Schutzbundes bereits in den Händen der Exekutive der Dollfuß-Regierung befanden und zahlreiche Waffendepots von der Exekutive geräumt worden waren.
Theodor Körner war stets gegen die Schutzbundpläne von Julius Deutsch und Otto Bauer aufgetreten, weil sie ihm unzweckmäßig erschienen. Anfang Februar 1934 in letzter Minute gebeten, das Kommando über den Schutzbund zu übernehmen, beschwor er Otto Bauer am 11. Februar nach Prüfung der Schutzbundstruktur in sechs Wiener Bezirken, es auf keinen Fall zu einem Zusammenstoß mit der Regierung und ihren Kräften kommen zu lassen, den Schutzbund und SDAP nur verlieren könnten.

### Exil (1934–1938)

Logo der R.S.

#### Bauer in Brünn
Als Otto Bauer während der Februarkämpfe 1934 im Exil in Brünn eintraf, zog er die Konsequenzen aus dem Scheitern seiner Pläne und der Kritik, die ihm aus den eigenen Reihen entgegenschlug. Er gab bekannt, dass er der Partei zwar weiter als Berater, Publizist und Verwalter der geretteten Parteigelder zur Verfügung stehen, selbst aber keine Führungspositionen mehr übernehmen würde.
In diesem Sinne unterstützte er mit seinem Auslandsbüro der österreichischen Sozialdemokraten (ALÖS) den sozialdemokratischen Untergrund mit Rat und Tat, was dazu beitrug, dass sich die Revolutionären Sozialisten ab 1935 unter Joseph Buttinger bundesweit als Nachfolgeorganisation der SDAP in der Organisationsform einer konspirativen Kaderpartei etablieren konnten.

#### Bauer in Brüssel und Paris

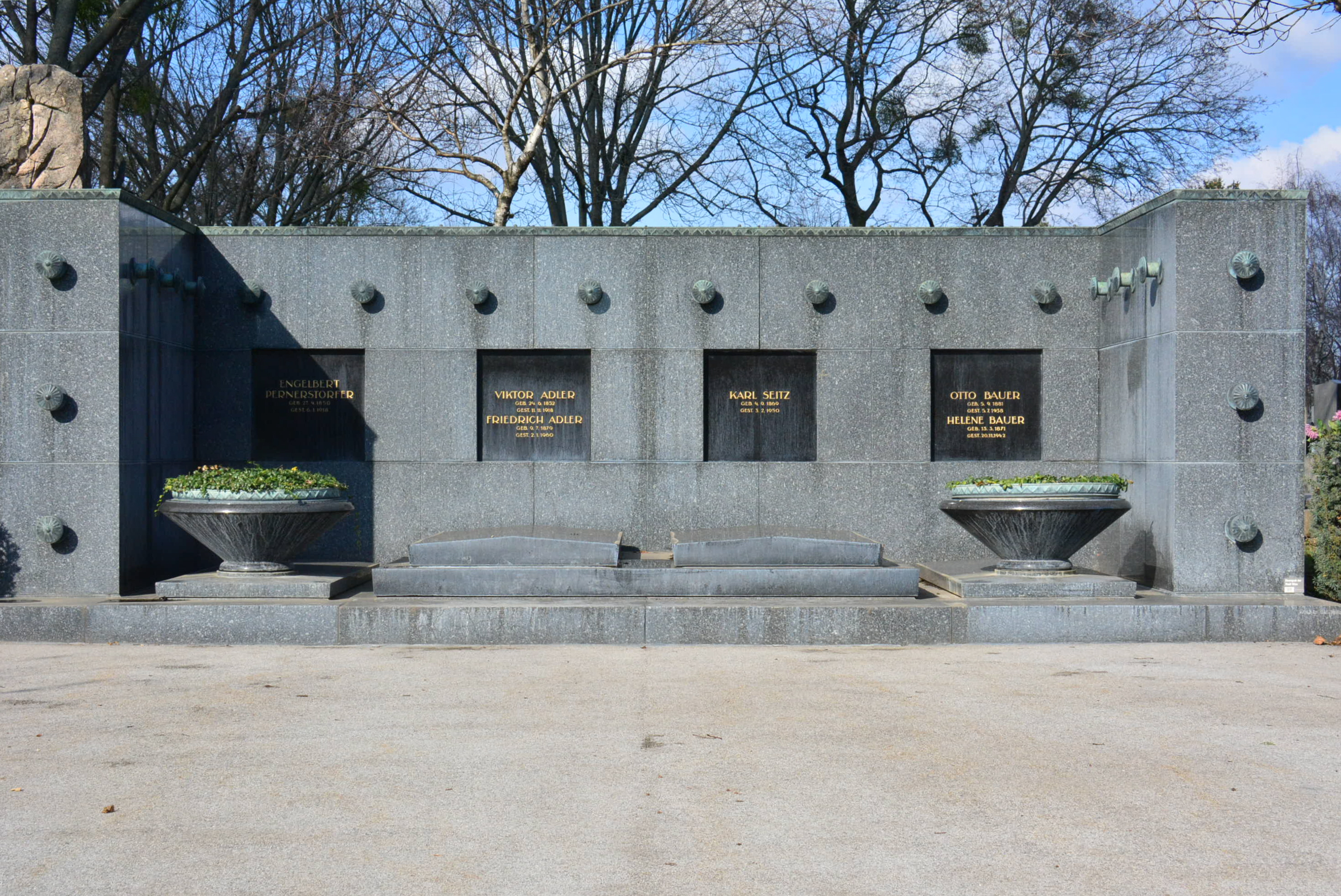
Wiener Zentralfriedhof – Grabanlage mit den letzten Ruhestätten von Victor Adler, Otto Bauer, Karl Seitz und Engelbert Pernerstorfer

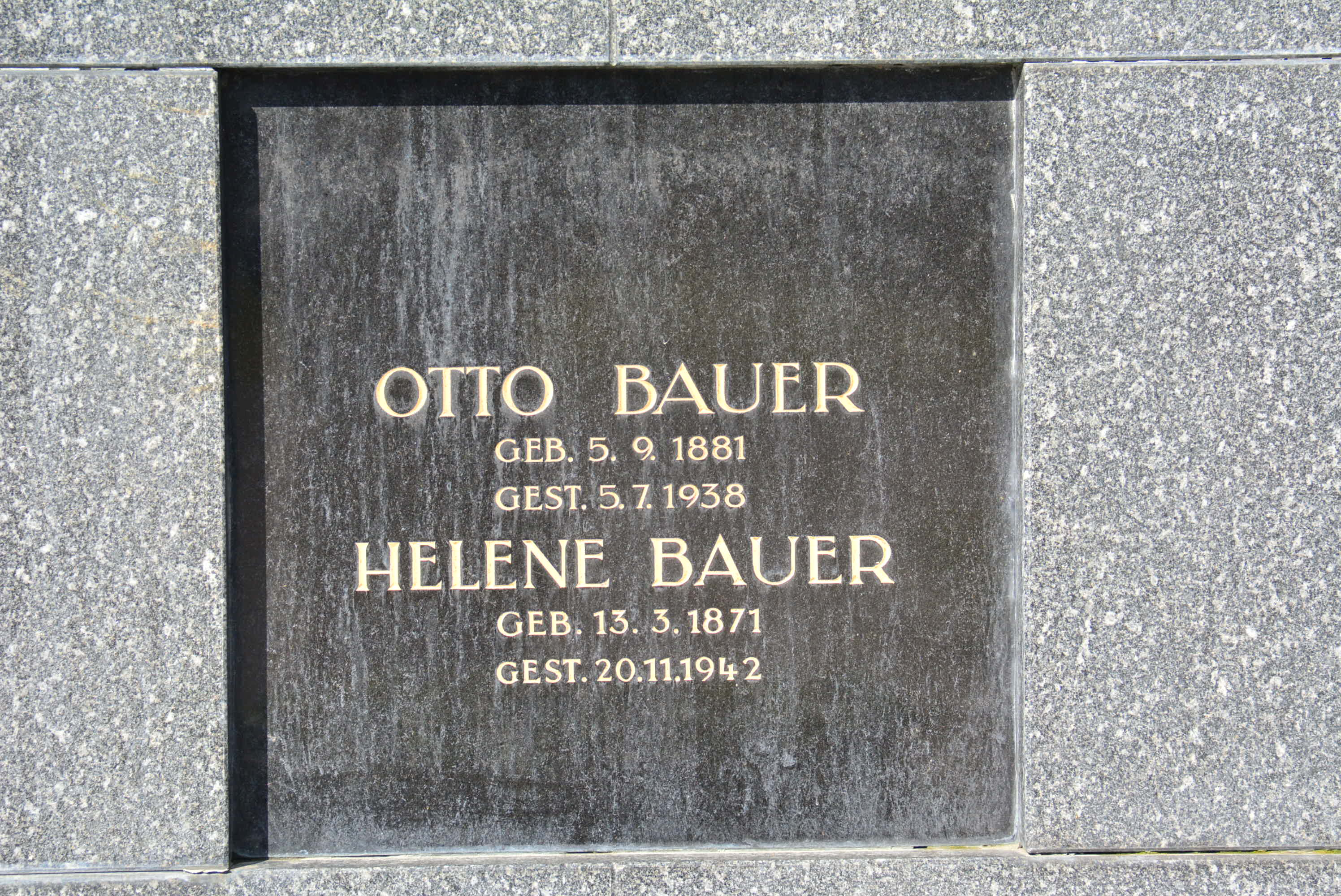
Detail

Im Jahr 1938 emigrierte Bauer nach Brüssel, wo es Ende März zur Zusammenlegung seines Auslandsbüros mit der aus Österreich geflüchteten Führung der Revolutionären Sozialisten (R.S.) zur Auslandsvertretung der österreichischen Sozialisten (AVOES) kam. Die AVOES wurde von Joseph Buttinger geführt, Otto Bauer war prominentes Mitglied und Herausgeber der Zeitung Der sozialistische Kampf.
Bauer, der – der Entwicklung seit Bismarck zum Trotz – von Deutschland als Hort des Geistes und des Fortschritts schwärmte, sprach sich in seinem 1938 in Paris verfassten politischen Testament neuerlich für die gesamtdeutsche Revolution (inklusive Österreich) aus, weil er die sozialistische Revolution in Österreich allein nicht für durchsetzbar hielt. Das Eintreten Renners für den „Anschluss“ 1938 hielt er für richtig. In den Worten Kreiskys: Bauer hat sich immer als Deutscher betrachtet und gefühlt.
Am 5. Juli 1938 erlag Otto Bauer in Paris einem Herzinfarkt. Er wurde auf dem Friedhof Père-Lachaise gegenüber dem Denkmal für die Kämpfer der Pariser Kommune von 1871 beigesetzt. 1948 wurde seine Urne nach Wien gebracht und am 12. November 1950 schließlich in ein ehrenhalber gewidmetes Grab auf dem Wiener Zentralfriedhof (Gruppe 24, Reihe 5, Nummer 3) umgebettet, das sich neben jenen von Victor Adler und Karl Seitz befindet.

## Ideenwelt

### Analyse und Wunschdenken
Otto Bauers vielschichtige Ideenwelt war durch eine beeindruckende, aber brüchige Mischung von objektivierter Analyse und Wunschdenken, Marxismus und anderen zeitbedingten Einflüssen geprägt:
- Unter diesen ist der kulturell-idealistische Deutschnationalismus zu nennen, der Bauers Schriften zur Nationalitätenfrage und seine Haltung zur Anschlussproblematik 1919 deutlich beeinflusste;
- des Weiteren eine gewisse fiskalische Orthodoxie, die Bauer (ähnlich Rudolf Hilferding) in der Weltwirtschaftskrise sehr skeptisch gegenüber Maßnahmen der Arbeitsbeschaffung machte.
- Schließlich stand der von Bauer gerne herangezogene marxistische Topos von den „objektiven Verhältnissen“, die den Möglichkeitsspielraum politischer Aktion entscheidend mitprägen, mit einem gewissen auch persönlich gefärbten Attentismus Bauers im Zusammenhang. Dies äußerte sich in einer Mischung von revolutionärer Rhetorik und latentem Bewusstsein realer Schwäche.

Bauer lieferte in vieler Hinsicht faszinierende Analysen, etwa die Erkenntnis, dass sich die Welt am Ende der 1930er Jahre „zwischen zwei Weltkriegen“ befinde, oder seine durchaus profunden Überlegungen zu „Rationalisierung und Fehlrationalisierung“. Den Analysen folgten aber keine relevanten, propagandawirksamen und durchsetzbaren Handlungsanleitungen. Dieser Mangel machte die Schwächen des Denkers als Politiker deutlich.

### Vorstellung von Revolution
Otto Bauers Vorstellung von Revolution trug ausgesprochen reformistische Züge. Als Nachweis sei Bauer (Revolutionäre Kleinarbeit. Wien 1928, S. 10) selbst zitiert:

„Nicht die große geologische Katastrophe hat die Welt umgebildet, nein die kleinen Revolutionen, im unmerklichen, nicht einmal mehr mit dem Mikroskop studierbaren Atome, die ändern die Welt, die erzeugen die Kraft, die sich dann in einem Tage in einer geologischen Katastrophe auslöst. Das Kleine, das Unmerkliche, das wir Kleinarbeit nennen, das ist das wahre Revolutionäre.“

Das Problem dieser Argumentation war (siehe Abschnitt Linzer Programm), dass die Gegner der SDAP sich auf das Reizwort Revolution stützen konnten. Bei den politischen Gegnern verfestigte sich daher noch in den zwanziger Jahren das Ziel, keinesfalls Opfer (austro)marxistischer Radikalreformen zu werden.

### Begründung des Abwartens der SDAP
Bauer gab sich überzeugt, dass man die objektiven Verhältnisse im Sinne des Historischen Materialismus und im Lichte der desolaten wirtschaftlichen Verhältnisse des Österreich der 1920er-Jahre lediglich reifen lassen müsse, da ihr Eintreten ja gewiss sei. Das Abwarten der Partei wäre auch deshalb als angemessene „revolutionäre Pause“ zu sehen, weil jegliche Mitverantwortung im Rahmen zweifelhafter Partnerschaften (gemeint waren Koalitionsangebote der Christlichsozialen) nur zur Verzögerung des Zusammenbruches der herrschenden (kapitalistischen) Ordnung führen würde.
Worauf Bauer wartete, das war die absolute Mehrheit an Wählerstimmen im Lande. Sie würde der SDAP früher oder später zufallen. Dann sollten die Errungenschaften des „Roten Wien“, aus denen Bauer einen Gutteil seiner Kraft und Zuversicht schöpfte, nicht als Endziel, sondern lediglich als Basis der weiteren Entwicklung zur möglichst irreversiblen Vergesellschaftung der Wirtschaft dienen.
Mit seinen Visionen von den umfassenden Umwälzungen, die einem Wahlsieg folgen müssten, hielt Bauer zwar den linken Flügel der Partei lange Zeit bei der Stange, spätestens seit dem 5. März 1933 warf ihm jedoch auch der linke Flügel unangemessene Zögerlichkeit in der Abwehr des vordringenden Faschismus vor.

### Integraler Sozialismus
Auf internationaler Ebene versuchte Bauer, die Konzeption der Gesetzmäßigkeit des Sieges des Sozialismus im Sinne des Historischen Materialismus aufrechtzuerhalten. Seine Idee vom Integralen Sozialismus mit dem Ziel, Bolschewiki und reformistische Sozialdemokraten mittelfristig wieder in einer Internationale zu vereinen, entsprach aber reinem Wunschdenken.
Der zu diesem Zweck initiierten Internationalen Arbeitsgemeinschaft sozialistischer Parteien wurde die Aufgabe zugedacht, zwischen 2. (sozialistischer) und 3. (kommunistischer) Internationale zu vermitteln. Dabei sollten die Mitglieder der 3. Internationale zu internen Demokratisierungsschritten und jene der 2. Internationale zur Abkehr vom Reformismus angeregt werden. Das belächelte und von Karl Radek (einem polnischen Funktionär der 3. Internationale) als Ausscheidungsprodukt der Weltrevolution (decoctus historiae) verhöhnte Projekt scheiterte.

## Bewertung, Weiterwirken und Rezeption

### Bewertung

#### Gegner
Otto Bauer prägte als führender Theoretiker des Austromarxismus das 1926 beschlossene Linzer Programm seiner Partei.
Dies und speziell die bedingt formulierte Passage über die Diktatur des Proletariats führte auch dazu, dass Konservative und Deutschnationale vor dem „Austrobolschewismus“ zu warnen pflegten. Gegner warfen Bauer auch vor, im Zuge des Februaraufstands 1934 geflohen zu sein.

#### Mitstreiter
Joseph Buttinger:

„Das Stahlgerüst seines Lehrgebäudes war die Anerkennung der Objektiven Verhältnisse, die den ‚wirklichen Geschichtsablauf‘ bestimmen.... Die Wirklichkeit, die Marx erkennen lehrte, damit der Mensch sich gegen sie erhebe, setzte Bauer auf den höchsten Thron. Was wirklich war, hatte sich gegen die materiellen Hindernisse und menschlichen Absichten durchgesetzt, war demnach ein unvermeidliches Ergebnis der gesellschaftlichen Entwicklung, notwendig, und daher als Übel gleichzeitig gut, denn es war auch die Voraussetzung aller kommenden besseren Dinge. Das galt nicht nur für den Kapitalismus, es galt ebenso für den Reformismus und die russische Revolution. Infolgedessen war es die Pflicht der ‚Revolutionäre‘, auch die ‚Gewalt der Umstände‘ anzuerkennen, denen der Reformismus entsprang.“

Dies kann jedoch – wie Buttinger anmerkt – zur Überzeugung führen:

„dass das Gegenteil der revolutionären Politik, wenn es nur den ‚Verhältnissen‘ entspricht, für den Sieg des Sozialismus genauso gut ist wie diese selbst.“

Wilhelm Ellenbogen zeichnet das Bild eines blendenden Theoretikers, eines durchschlagskräftigen, wortgewaltigen Idealisten, dem nur eines fehlte und zwar:

„jene absolute, instinktive Treffsicherheit im politischen Urteil; jener ‚Riecher‘, der das echte politische Genie vom Dilettanten unterscheidet und ihn sozusagen blind das Richtige treffen läßt, und für das es keine Regel, keine Theorie und kein Lehrbuch gibt.“

Die „Erklärung der Linken“ am sozialdemokratischen Parteitag im Oktober 1933 rechnete in geradezu empörter Terminologie mit der Bauer'schen Politik ab:

„Die Politik der Parteiführung seit dem März dieses Jahres ist eine Politik des Abwartens, eine Taktik, die sich alle Termine, alle Kampfsituationen vom Gegner vorschreiben läßt. Diese Taktik ist falsch. Die Regierung hat in den letzten Monaten ihre Taktik selbst den politisch Blinden zu erkennen gegeben. Nicht einen stürmenden, sondern einen schleichenden Faschismus haben wir abzuwehren...Die Taktik, die sagt: Heute nicht, morgen nicht, aber wenn die Regierung das und das tun wird, werden wir den Generalstreik proklamieren, ist falsch.“

### Weiterwirken und Rezeption
Die Grundzüge von Bauers Austromarxismus findet man auch noch bei den von 1934 bis 1938 im Untergrund tätigen und von Otto Bauer unterstützten Revolutionären Sozialisten und bei der Auslandsvertretung der österreichischen Sozialisten (AVOES) nach 1938.
Die 1945 neu gegründete SPÖ orientierte sich hingegen von Anfang an den Konzeptionen des Bauer-Antipoden Karl Renner, der auch erneut als Staatskanzler der neu gegründeten Republik fungierte. Der Marxismus Bauerscher Prägung behielt zunächst zwar nach der Gründung der Sozialdemokratischen (damals: Sozialistischen) Partei Österreichs (SPÖ) einen gewissen formalen Stellenwert, was auch dem anfangs geführten Zusatz zum offiziellen Parteinamen („Sozialdemokraten und Revolutionäre Sozialisten“) zu entnehmen ist. Sein Einfluss nahm jedoch rasch ab, da die meisten Sozialdemokraten mit von Kommunisten verwendetem Vokabular nichts zu tun haben wollten, warnte doch die ÖVP lang vor der „roten Katze“ der angeblich drohenden roten Einheitsfront.
Der Sozialphilosoph Norbert Leser vertrat die Ansicht, dass Bauers Tod 1938 einen mühsamen Richtungsstreit innerhalb der SPÖ verhindert hat:

„Wäre Otto Bauer – das Gehirn und die Seele des Austromarxismus – 1945 noch am Leben gewesen und wäre er nach Österreich zurückgekehrt, hätte sich eine Auseinandersetzung über die Fehler der alten Führung wohl kaum vermeiden lassen, aber mit der toten Ikone, die man an Feiertagen beschwor, im Alltag jedoch verleugnete, ließ es sich für die Nachkriegs-SPÖ gut leben.“

Unter Bruno Kreisky wurde Otto Bauer durch eine ab 1975 erschienene neunbändige Werkausgabe geehrt, die aber keinerlei Auswirkungen auf die Politik der Partei mehr hatte.
Was dem Austromarxismus Bauerscher Prägung seine internationale Singularität verliehen hatte, war der Versuch, einen marxistischen Mittelweg zwischen den Bolschewiki und den reformistischen Sozialdemokraten zu steuern, mit dem Endziel der Demokratisierung der Sowjetunion und einer Wiedervereinigung in einer gemeinsamen Internationale. In der Periode des Kalten Krieges stellte sich bis zum Beginn der Reformperiode Gorbatschows diese Hoffnung als illusorisch dar; auch später blieb sie irreal.
Kreisky hielt Bauer 1986 unter den großen Männern, denen er begegnet sei, trotz mancher Fehlbeurteilung von überlegenem Intellekt.

### Ehrungen

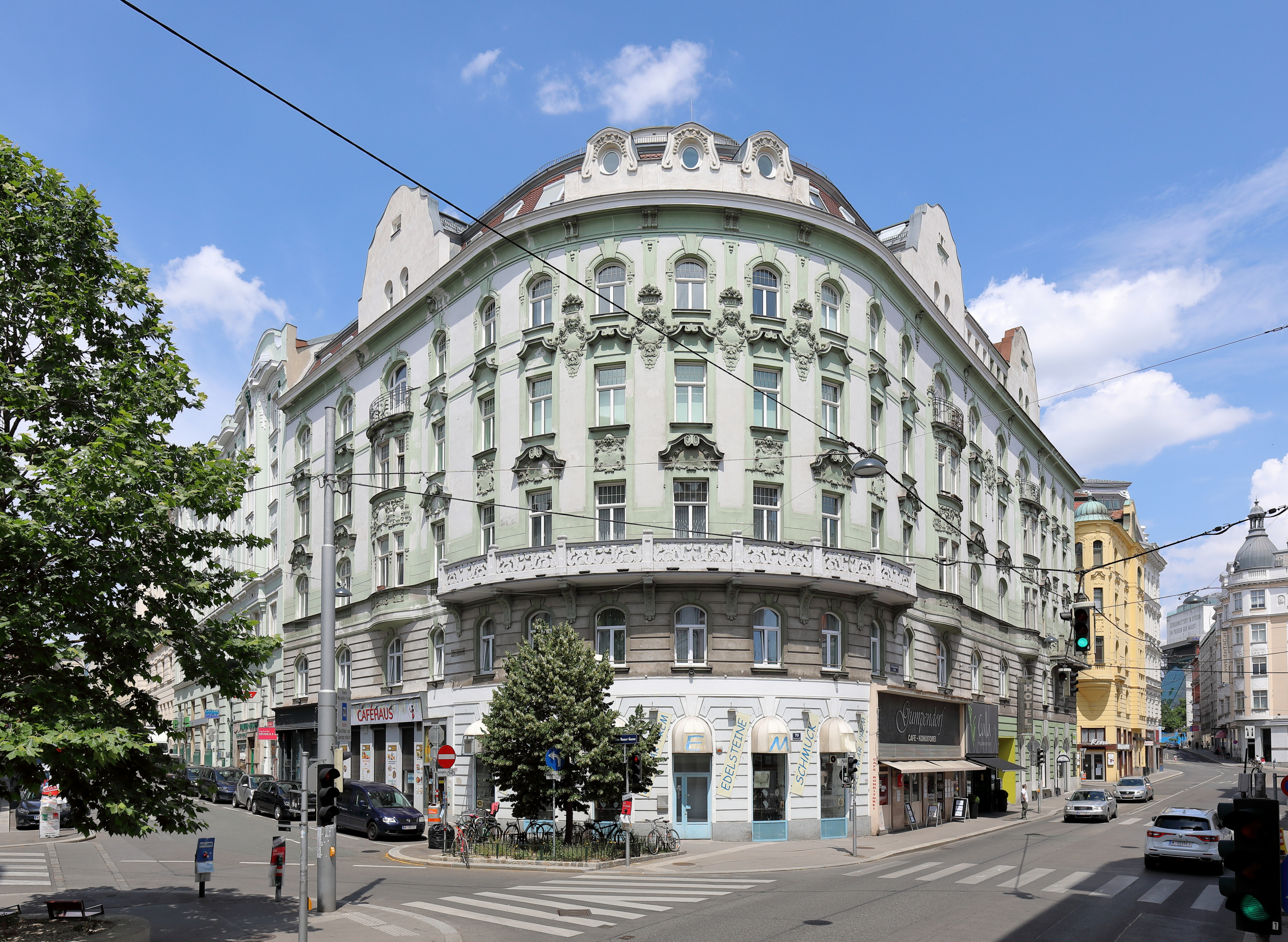
Otto Bauers Wohnhaus von 1914 bis 1934

Im Jahr 1914 mietete Otto Bauer in dem gutbürgerlichen Wohnblock Ecke Gumpendorfer Straße 70 / Kasernengasse 2 im 6. Wiener Bezirk Mariahilf eine Wohnung an und bewohnte sie bis zu seiner Flucht im Jahr 1934. In Gedenken an den Umstand, dass er in der Kasernengasse wohnte, wurde ihm zu Ehren diese 1949 in Otto-Bauer-Gasse umbenannt.

## Familie

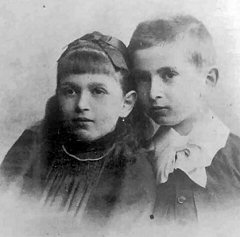
Ida und Otto Bauer als Kinder

Otto Bauers 1919 geborener Sohn Martin war erfolgreicher Trickfilmzeichner und Filmproduzent in Österreich, der für zahlreiche außergewöhnliche Fernsehwerbungen der 1950er und 1960er Jahre verantwortlich zeichnete. Er produzierte auf eigene Kosten einen Modelltrick-Werbespot für die SPÖ zur Nationalratswahl 1966.
Otto Bauers Schwester Ida Bauer (1882–1945) ist als Patientin von Sigmund Freud bekannt geworden, der eine berühmte Fallgeschichte über sie schrieb, in der er sie mit dem Pseudonym „Dora“ bezeichnete. Katharina Adler, geboren 1980, erzählte in ihrem im Sommer 2018 erschienenen Roman Ida die Geschichte ihrer Urgroßmutter.
Otto Bauers Neffe war der Dirigent Kurt Herbert Adler.

## Schriften
- Die Nationalitätenfrage und die Sozialdemokratie, Wien 1907.
- Die Akkumulation des Kapitals (1). In: Die Neue Zeit. Nr. 23, März 1913, S. 831–838 (online).
- Die Akkumulation des Kapitals (2). In: Die Neue Zeit. Nr. 24, März 1913, S. 862–874 (online).
- Das Weltbild des Kapitalismus, Jena 1924. In Festgabe zum 70. Geburtstag von Karl Kautsky
- Die Sozialisierungsaktion im ersten Jahre der Republik, Wien 1919.
- Der Weg zum Sozialismus, Berlin 1919.
- Bolschewismus oder Sozialdemokratie? Wien 1920.
- Die österreichische Revolution, Wien 1923.
- Die Nationalitätenfrage und die Sozialdemokratie, Wien 1924.
- Der Kampf um Wald und Weide, Wien 1925.
- Sozialdemokratische Agrarpolitik, Wien 1926.
- Sozialdemokratie, Religion und Kirche, Wien 1927.
- Kapitalismus und Sozialismus nach dem Weltkrieg, Berlin 1931.
- Der Aufstand der österreichischen Arbeiter. Seine Ursachen und seine Wirkungen, Prag 1934.[48]
- Zwischen zwei Weltkriegen? Die Krise der Weltwirtschaft, der Demokratie und des Sozialismus, Prag 1936.[49]
- Karl Marx: Der 18. Brumaire des Louis Bonaparte. Vorwort von Otto Bauer. Eugen Prager, Bratislava 1936.
- Die illegale Partei, Paris 1939 (posthum).

Im Europa Verlag Wien erschien 1975–1979 eine neunbändige Gesamtausgabe von Bauers Werk, für die seine Texte sprachlich bearbeitet wurden.